# Große Bamicke
Die Große Bamicke bei Latrop im nordrhein-westfälischen Hochsauerlandkreis ist ein 614,6 m ü. NHN hoher, kaum merklicher Gipfel auf einem Riedel und Ausläufer des Massivs vom Großen Kopf (740,8 m) im Rothaargebirge.

## Geographie

### Lage
Die Große Bamicke liegt auf einem nordwärts gerichteten Riedel im Westen der Kühhuder Rothaar in unmittelbarer Nähe zur Latropschlucht der Latrop zwischen deren Zuflüssen Kleine Bamicke (W) und Ettmecke (O). Der bereits die Rüsper Rothaar einleitende Nachbargipfel Kleine Bamicke (661,3 m), jenseits des gleichnamigen Bachs, knapp 1 km westsüdwestlich, der Großen Kopfs etwa 2,4 km ostsüdöstlich. 
Der Gipfel liegt, im Naturpark Sauerland-Rothaargebirge, zwischen Bad Berleburg im Südosten und Schmallenberg im Nordnordwesten. Die nächstgelegenen Dörfer sind mit dem 1,3 km nordnordöstlich befindlichen Latrop und dem 2,7 km westlich liegenden Weiler Jagdhaus zwei Ortsteile von Schmallenberg. Etwa 800 m südlich des Gipfels verläuft, am Kamm der Kühhuder Rothaar mit der Rhein-Weser-Wasserscheide, die Grenze vom Hochsauerlandkreis mit Schmallenberg zum Kreis Siegen-Wittgenstein mit Bad Berleburg.

### Naturräumliche Zuordnung
Die Große Bamicke gehört in der naturräumlichen Haupteinheitengruppe Süderbergland (Nr. 33) in der Haupteinheit Rothaargebirge (mit Hochsauerland) (333) und in der Untereinheit Winterberger Hochland (333.5) zum Naturraum Kühhuder Rothaar (333.52).

### Berghöhe
Wenige Meter südsüdwestlich vom Gipfel der Großen Bamicke (614,6 m) ist auf topographischen Karten die Höhenangabe 610,2 m zu finden. Nordnordöstlich ihrer höchsten Stelle sind auf solchen Karten weitere Höhenangaben zu entnehmen (von Südsüdwest nach Nordnordost betrachtet): 607,2 m, 608,6 m, 607,7 m und 610 m.

## Schutzgebiete
Die Große Bamicke liegt im Naturschutzgebiet Waldreservat Schanze und im Fauna-Flora-Habitat-Gebiets Schanze (für Details siehe Absatz Schutzgebiete im Artikel Großer Kopf).

## Verkehr und Wandern
In Fleckenberg zweigt von der Bundesstraße 236 die kleine Latroper Straße ab, die als Sackgasse nördlich an der Großen Bamicke vorbei nach Latrop verläuft. Außerdem zweigt in Fleckenberg von der B 236 die Jagdhäuser Straße ab, die nach und durch Jagdhaus und nach westlichem Passieren der benachbarten Kleinen Bamicke im Kreis Siegen-Wittgenstein als Kreisstraße 42 nach Wingeshausen führt. Beispielsweise von Latrop oder Jagdhaus kann man auf Wald- und Wanderwegen zur Großen Bamicke gelangen. Etwas mehr als auf halber Strecke zwischen dem Gipfel und der Landkreisgrenze verläuft der Talweg des Rothaarsteigs, der vom nordöstlich gelegenen Dorf Latrop kommt und südöstlich um die Große Bamicke herum führt. Etwas weiter südwestlich, nahe der Kleinen Bamicke trifft er auf den Bergweg, um als vereinter Steig westwärts zum Dorf Jagdhaus zu führen.